# Tobor the Great
Tobor the Great (conocida en español como Tobor el grande y Tobor el magnífico) es una película independiente de ciencia ficción estadounidense de 1954 dirigida por Lee Sholem y protagonizada por Charles Drake, Karin Booth y Billy Chapin, cuya trama combina elementos de ciencia ficción, exploración espacial y espionaje.

## Argumento
El doctor Ralph Harrison renuncia a su puesto como protesta por las pruebas inhumanas a las que están siendo sometidos los futuros pilotos de un proyecto espacial. Un colega suyo, el profesor Nordstrom desarrolla una alternativa, un robot al que llama Tobor (el anagrama inverso de "robot"). Pronto la creación se convierte en amigo y compañero de juegos del nieto de Nordstrom. Tobor es robado por agentes enemigos y solo los dos científicos junto al enlace mental que hay entre el niño y el robot podrán evitar que sea reprogramado para usarlo con intenciones aviesas.

## Reparto
- Charles Drake, Dr. Ralph Harrison.
- Karin Booth, Janice Roberts.
- Billy Chapin, Brian “Gadge” Roberts.
- Taylor Holmes, profesor Arnold Nordstrom.
- Alan Reynolds, Gilligan.
- Lyle Talbot, almirante.

## Producción
La filmación se inició a principios de enero de 1954 en el Iverson Movie Ranch, un rancho cinematográfico ubicado en Chatsworth, California.
El diseño de Tobor fue obra de Robert Kinoshita, un creador de efectos para cine y televisión con destacadas creaciones posteriores, como los robots Robby de la película de 1956 Planeta prohibido o B-9, de la serie de televisión Perdidos en el espacio.
Los utillajes originales de Tobor y su control remoto aún existen, tras llevar 50 años almacenados con seguridad en una colección privada.

## Legado
La película inspiró la creación de los cómics de Tobor the Great, con argumento de Denis Gifford y dibujados por James Bleach, que aparecieron en el año 1954 en los números 1 y 2 de Star Comics, de D Publications.
Here Comes Tobor fue un proyecto de serie de televisión para la temporada 1956–1957, pero solo un episodio piloto fue grabado, sin llegar a emitirse.
Tobor the Great fue publicado por primera vez en DVD el 13 de mayo de 2008 por Lionsgate Home Entertainment.